# Oxia Planum
Oxia Planum és una plana (planum) de la superfície de Mart.

## Característiques
Es tracta d'una conca situada al costat del desaigües del sistema fluvial Cogoon Vallis, dins del quadrant Oxia Palus (MC-11). Presenta morfologies fluvio-deltaiques amb evidències de dipòsits fluvials. L'emplaçament va ser seleccionat entre els dos llocs candidats per l'aterratge marcià de la missió ExoMars 2020.